# Liste des codes OTAN pour les missiles sol-air
Cet article liste les codes OTAN correspondant aux missiles sol-air de la série SA avec les désignations soviétiques ou chinoises :

## Union soviétique
- SA-1 Guild (S-25 Berkut)
- SA-2 Guideline (S-75 Dvina/Volkhov/Desna)
- SA-3 Goa (S-125 Nyeva)
- SA-4 Ganef (9M8 Krug)
- SA-5 Gammon (S-200 Volga)
- SA-6 Gainful (2K12 Kub/Kvadrat)
- SA-7 Grail (9K32 Strela-2)
- SA-8 Gecko (9K33 Osa)
- SA-9 Gaskin (9K31 Strela-1)
- SA-10 Grumble (S-300P/PS/PT)
- SA-11 Gadfly (9K37 Buk)
- SA-12 Gladiator/Giant (S-300V)
- SA-13 Gopher (9K35 Strela-10)
- SA-14 Gremlin (9K36 Strela-3)
- SA-15 Gauntlet (9K330/9K331/9K332 Tor)
- SA-16 Gimlet (9K310 Igla-1)
- SA-17 Grizzly (9K37 Buk-M1-2)
- SA-18 Grouse (9K38 Igla)
- SA-19 Grison (2K22 Tunguska)
- SA-20 Gargoyle (S-300PMU-1/2 Favorit)
- SA-21 Growler  (S-400 Triumf)
- SA-22 Greyhound (Pantsir-S1)
- SA-23 Gladiator/Giant (en) (S-300VM "Antey-2500")
- SA-24 Grinch (9K338 Igla-S)
- SA-X-25 9M337 Sosna-R
- SA-26 Pechora-2M
- SA-27 Gollum Buk missile system (Buk-M3)
- SA-X-28 S-350E Vityaz 50R6
- SA-29 Gizmo 9K333 Verba

Les système embarqué sur les navires reçoivent un nom différant. Ils font partie de la série des SA-N
- SA-N-1 Goa (4К90 Volna) [SA-3]
- SA-N-2 Guideline (М-2 Volkhov-M) [SA-2]
- SA-N-3 Goblet (4K60/4K65 Shtorm)
- SA-N-4 Gecko (9M33 Osa-M) [SA-8]
- SA-N-5 Grail (9K32 Strela-2) [SA-7]
- SA-N-6 Grumble  (S-300F Fort) [SA-10]
- SA-N-7 Gadfly (9M38/9M38M Uragan)[1] [SA-11]
- SA-N-8 Gremlin" (9K34 Strela-3) [SA-14]
- SA-N-9 Gauntlet (3K95 Kinzhal) [SA-15]
- SA-N-10 Grouse (3M38 Igla) [SA-18]
- SA-N-11 Grison (3M87 Kashtan) [SA-19]
- SA-N-12 Grizzly (3K37 Smerch/Shtil) [SA-17]
- SA-N-14 Grouse (9K38 Igla) [SA-18]
- SA-N-20 Gargoyle (S-300FM) [SA-20]

## Chine

### Anti-air
- CH-SA-3 (HN-5)[2]
- CH-SA-4 (HQ-7)[2]
- CH-SA-6 (HQ-6)[2]
- CH-SA-7 (QW-1)[2]
- CH-SA-8 (QW-2)[2]
- CH-SA-10 (FN-6)[2]
- CH-SA-15 (HQ-17)[2]
- CH-SA-16 (HQ-16)[2]
- CH-SA-N-4 (HHQ-7)[2]
- CH-SA-N-9 (HHQ-9)[2]
- CH-SA-N-16 (HHQ-16)[2]
- CH-SA-N-17 (HHQ-10)[2]
- CH-SA-N-21 (HHQ-9B)[2]

### Anti-balistique
- CH-AB-1 (DF-11 interceptor)
- CH-AB-2 (HQ-19)[3]